# The Murder of Sonic the Hedgehog
The Murder of Sonic the Hedgehog é um videogame visual de point-and-click de 2023 desenvolvido pela Sega Social Team e publicado pela Sega para macOS e Windows. O jogador conversa com vários personagens de Sonic the Hedgehog para investigar o aparente assassinato de Sonic no aniversário de Amy Rose. O jogo foi lançado como freeware em 31 de março de 2023, para coincidir com o Dia da Mentira, e foi recebido positivamente.

## Gameplay
Durante os segmentos de investigação, o jogador pode examinar objetos na sala para obter evidências. Uma vez reunidas evidências suficientes, o jogador poderá interrogar os outros personagens na sala e deve apresentar as evidências corretas para confirmar ou refutar as afirmações dos personagens. Assim que o interrogatório estiver concluído, o jogador poderá avançar para a próxima sala. Durante os interrogatórios, o jogador ocasionalmente entrará em um minijogo "Think". Nesses segmentos, o jogador controla Sonic em um jogo de execução automática usando uma perspectiva isométrica e deve coletar anéis enquanto desvia dos perigos que se aproximam. O jogador deve coletar um número alvo de anéis para avançar para a próxima fase do interrogatório, com a dificuldade desses minijogos aumentando conforme o jogo avança. 

## Trama
Para comemorar o aniversário de Amy Rose, ela e seus amigos Sonic, Tails, Knuckles, Espio, Vector, Rouge, Blaze e Shadow se reúnem no Mirage Express, um trem projetado para eventos especiais, para participar de um jogo de mistério de assassinato. O jogador controla um novo funcionário a bordo do trem, que é orientado pelo condutor para auxiliar os participantes conforme necessário. Logo após o início do jogo, o trem acelera repentinamente e faz com que o jogador, Amy e Tails sejam jogados de volta em um armário de armazenamento e fiquem inconscientes.
Quando eles despertam, Amy, Tails e o jogador retornam ao vagão-restaurante para encontrar Sonic, aparentemente morto. Enquanto Amy começa a investigar por conta própria, o jogador acompanha Tails enquanto eles se movem entre os diferentes carros temáticos, interrogando cada um dos participantes para verificar seus álibis. Progredindo por um salão, uma biblioteca, um cassino e um lounge, Tails e o jogador chegam ao vagão condutor na frente do trem.
Usando as evidências que reuniram ao longo do caminho, Tails e o jogador determinam que Espio era o vilão do jogo de mistério de assassinato e nocautearam Sonic com um dardo. Sem o conhecimento de Espio, ele vinha seguindo as instruções dadas pelo próprio trem, que se revelou ter sido convertido em um badnik gigante pelo Doutor Eggman. Chateado com o maestro por planejar se aposentar e deixá-lo para trás, o trem planeja entregar todos na base de Eggman em troca de uma recompensa, que pretende usar para obrigar o maestro a ficar com ele para sempre.
Todos são arrastados de volta para seus carros e trancados lá dentro. Com a ajuda do jogador, Sonic, já recuperado, sai correndo pelas portas para libertar todos e chegar ao carro condutor. Correndo ao lado do trem, Sonic e os outros o atacam até que o Flicky que o alimenta seja libertado, e Espio o recupera enquanto Amy destrói o trem. Antes da desativação do trem, o condutor promete nunca esquecer suas memórias com ele.
O grupo desembarca em uma estação, com o maestro reunindo-se com a esposa e iniciando a aposentadoria, agora acompanhado do Flicky. Sonic compra um bolo em uma padaria próxima e todos desejam um feliz aniversário a Amy. Em sua base, Eggman lamenta o fracasso de seu plano.

## Desenvolvimento e lançamento
The Murder of Sonic the Hedgehog foi desenvolvido ao longo de um ano pela equipe de mídia social da marca Sonic, liderada pela atual gerente de mídia social, Katie Chrzanowski.    O conceito do jogo foi concebido durante a estreia do filme Sonic the Hedgehog de 2020.  O jogo foi lançado em 31 de março de 2023 para coincidir com o Dia da Mentira.   

## Recepção
| Críticas profissionais | Críticas profissionais |
| Avaliações da crítica  | Avaliações da crítica  |
| Fonte                  | Avaliação              |
| ---------------------- | ---------------------- |
| Metacritic             | 84/100                 |

De acordo com o site agregado de críticas Metacritic, The Murder of Sonic the Hedgehog recebeu "críticas geralmente favoráveis". Grayson Morley, da Polygon, elogiou o jogo por ter superado as expectativas de um jogo de piadas gratuito do Dia da Mentira com sua arte, humor, música e sinceridade. 
A Eurogamer notou que o jogo foi recebido positivamente pelos jogadores, com as análises de usuários do Steam em seu primeiro fim de semana de lançamento, obtendo uma classificação "extremamente positiva".  De acordo com Chrzanowski, o jogo foi baixado mais de um milhão de vezes na primeira semana.  